# Ulvi Arslan
Ulvi Arslan (* 28. Juni 1950 in der Türkei) ist ein deutscher Bauingenieur der Geotechnik, und war von 1995 bis 2015 Professor an der TU Darmstadt.

## Leben
Arslan war ab 1974 wissenschaftlicher Mitarbeiter am Institut für Geotechnik bei Herbert Breth, bei dem er 1980 mit Auszeichnung promoviert wurde (Zur Frage des elastoplastischen Verformungsverhaltens von Sand).
Ab 1994 war er Universitätsprofessor, zunächst an der Universität Kassel dann ab 1995 an der TU Darmstadt für das Fachgebiet Bodenmechanik und Geotechnik. Von 1999 bis 2001 war er Dekan des Fachbereichs Bauingenieurwesen. Zudem war er geschäftsführender Direktor des Instituts für Werkstoffe und Mechanik im Bauwesen an der TU Darmstadt, in das er gewechselt war. Daneben ist er u. a. auch wissenschaftlicher Berater für das Ingenieurbüro Prof. Dipl.-Ing H.Quick Ingenieure und Geologen GmbH.
Arslan ist Mitglied in der Deutschen Gesellschaft für Geotechnik (DGGT), der Int. Soc. for Soil Mech. and Geotechnical Engineering (ISSMGE), der International Society for Rock Mechanics (ISRM) und der International Association of Engineering Geology (IAEG).